# Besnard Point
Der Besnard Point (französisch Pointe Besnard) ist eine Landspitze an der Küste der Wiencke-Insel im westantarktischen Palmer-Archipel. Er liegt auf der Südostseite des Port Lockroy und markiert östlich die Einfahrt zum Alice Creek.
Teilnehmer der Vierten Französischen Antarktisexpedition (1903–1905) unter der Leitung des Polarforschers Jean-Baptiste Charcot entdeckten ihn. Charcot benannte ihn nach A. E. Besnard (1863–unbekannt), Seemann an Bord des Expeditionsschiffs Français.